# Kostel svatého Bartoloměje (Kopřivnice)
Kostel svatého Bartoloměje je římskokatolický chrám v Kopřivnici, v okrese Nový Jičín.
Jedná se o pseudogotickou trojlodní stavbu s vysokou průčelní věží. V 90. letech 19. století nahradila tato stavba původní dřevěný kostel, který již nestačil pro rozvíjející se průmyslové město a nárůst počtu jeho obyvatel. Původní kostel byl na tzv. starém hřbitově, což je zhruba 500 m od nové budovy kostela. Dnes stojí kostel v centru města, na Masarykově náměstí. Kolem kostela se nachází park, před kostelem stojí tzv. „Kristiánův kříž“, který je na seznamu Kulturních památek ČR. V noci je kostel nasvícen. 

## Historie

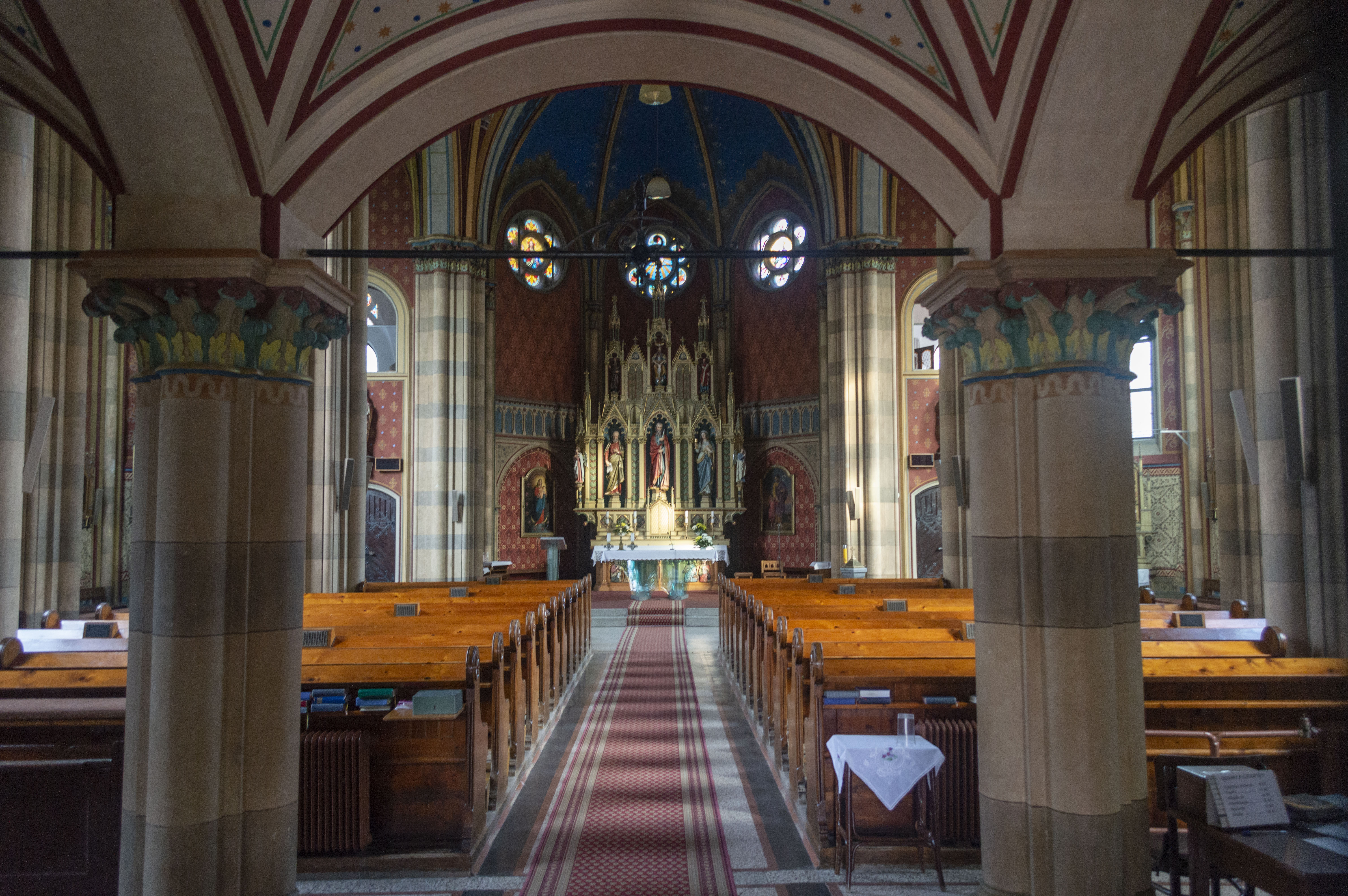
Pohled do interiéru kostela

Původní dřevěný kostel stál na tzv. starém hřbitově, což je místo vzdálené asi 500 metrů od nynější budovy kostela. Není známo, kdy přesně byl původní kostel vystavěn, ale první písemná zmínka o něm je z roku 1567. Tento kostel byl však nedostačující pro velký nárůst obyvatelstva Kopřivnice ve druhé polovině 19. století. V roce 1850 totiž v Kopřivnici Ignác Šustala založil firmu na kočáry a bryčky (dnes Tatra). Tento průmysl způsobil výrazné zvýšení počtu obyvatelstva, a tedy i věřících osob, kterým dřevěný kostel kapacitně nestačil.
15. dubna 1893 se začal stavět nový kostel podle nákresů vídeňského architekta Ludwiga Schöneho. Základní kámen byl posvěcen farářem P. Dostálem 5. července 1893. O rok později byl kostel omítnut a vymalován vídeňskými malíři. Interiér vymaloval mistr Kott z Vídně (rodák z Příbora) za 3000 zlatých. Do nové stavby byly přeneseny některé předměty z původního kostela jako socha Panny Marie, socha sv. Bartoloměje, obraz Růžencové Panny Marie, sv. Josefa a sv. Cyrila a Metoděje. Celková cena stavby byla 117 056 zlatých. 7. července 1895 byl kostel slavnostně vysvěcen arcibiskupem Theodorem Kohnem. O rok později byl původní kostel z důvodu špatného stavu zbořen.

### Zvony
V kostele se nacházely čtyři zvony, které odlila firma Hilzer, která si odebrala zvony ze starého dřevěného kostela.
- 765 kg těžký s nápisem Pax vobiscum – věnoval s obrazem sv. Adolfa roku 1894 Adolf Šustala

- 320 kg těžký s nápisem Gloria in excelsis Deo – věnovala s obrazem Panny Marie s Ježískem Maria Šustalová roku 1894

- 140 kg těžký s nápisem Laudate Dominum omnes gentes – daroval Ignác Šustala s obrazem sv. Ignáce

- 40 kg těžký s nápisem Vivos voco, mortuos plango, fulgura frango – darovala Mathilda Benischová roku 1894

Dne 22. září 1916 byly dva nejtěžší kostelní zvony a 27. září 1917 i třetí zvon zrekvírovány pro válečné účely. Totéž se stalo i s dalšími zvony během druhé světové války.
Významnou památkou je i v kostele umístěný betlém, který je přibližně stejně starý jako kostel.